# Келіман-Харгітські гори
Келіман-Харгітські гори (рум. Munții Căliman-Harghita) — група гірських хребтів у Румунії, які входять до Внутрішніх Східних Карпат.
Келіман-Харгітські гори простягаються по території Трансильванії та Західної Молдови, і включають в себе сім основних хребтів, висоти яких в середньому коливаються від 1100 м до 2100 м.
| Румунія | Це незавершена стаття з географії Румунії. Ви можете допомогти проєкту, виправивши або дописавши її. |